# Sean Faris
Sean Henry Faris (Houston, Texas, 1982. március 25. –) amerikai színész és modell.
Legismertebb filmjei az Enyém, tiéd, miénk (2005) című vígjáték és a Sose hátrálj meg (2008) című harcművészeti film. 

## Fiatalkora és tanulmányai
Houstonban született. Szülei Warren Stephen Faris és Katherine Irene Ann Miller. Egy édes- és egy féltestvére van. 12 éves korában Clevelandbe költöztek. 1999-ben a Nemzetközi Modell- És Tehetségkutató Egyesület nevezte az Év Junior Férfi Modellje címre. A középiskolában focit, kosárlabdát és baseballt is játszott, valamint az úszócsapat tagja volt. Mielőtt eldöntötte, hogy színészi pályára lép, Az Amerikai Egyesült Államok Légierejéhez szeretett volna csatlakozni, de gyenge látása miatt végül nem sorozták be. 
Az érettségi után, 2000-ben Los Angelesbe ment, hogy színészi karrierjét beindítsa.

## Pályafutása
2001-ben debütált a Titkos társaság 2. – Az új generáció című horrorfilmben. Még ugyanebben az évben a Twisted című független filmben kapott nagyobb szerepet. Egy kisebb mellékszerepet a Pearl Harbor – Égi háború című filmdrámában is játszott.
2004-ben szerepelt az Ottalvós buli című tinivígjátékban, mellyel a 7. Young Hollywood Awards gálán legjobb fiatal színészek kategóriában díjra is jelölték. Az Enyém, tiéd, miénk című moziban Dennis Quaid és Rene Russo partnere volt. 2008-ban a Sose hátrálj meg és a Csapatszellem  című sportfilmekben tűnt fel. 2010-ben a Vámpírnaplók című nagy sikerű sorozat néhány részében is látható volt. 2011-ben a Különleges Valentin nap című televíziós filmben Jennifer Love Hewitt partnere volt.

## Magánélete
2017-ben jelentették be Cherie Daly színésznővel házassági tervüket. 2021 novemberében Instagram-bejegyzésben tették közzé, hogy első gyermeküket várják.
2008-ban levetkőzött az Egyesült Királyságbeli Cosmopolitan címlapján a hasnyálmirigyrák elleni küzdelmet támogatva.
A kritikusok szerint feltűnően hasonlít Tom Cruise színészre.

## Filmográfia

### Film
| Év   | Magyar cím                           | Eredeti cím                                           | Szerep            | Magyar hang     |
| ---- | ------------------------------------ | ----------------------------------------------------- | ----------------- | --------------- |
| 2001 |                                      | Twisted                                               | Fernando Castillo |                 |
| 2001 | Pearl Harbor – Égi háború            | Pearl Harbor                                          | Danny tüzére      |                 |
| 2001 | Titkos társaság 2. – Az új generáció | The Brotherhood 2: Young Warlocks                     | John Van Owen     |                 |
| 2004 | Ottalvós buli                        | Sleepover                                             | Steve Phillips    | Szvetlov Balázs |
| 2005 | Enyém, tiéd, miénk                   | Yours, Mine and Ours                                  | William Beardsley | Halasi Dániel   |
| 2008 | Sose hátrálj meg                     | Never back down                                       | Jake Tyler        | Czető Roland    |
| 2008 | Sose hátrálj meg                     | Never back down                                       | Jake Tyler        | Tokaji Csaba    |
| 2008 | Csapatszellem                        | Forever Strong                                        | Rick Penning      | Czető Roland    |
| 2008 |                                      | Manifest Destiny (rövidfilm)                          | Josh              |                 |
| 2009 |                                      | Ghost Machine                                         | Tom               |                 |
| 2010 | Az ősök kardja                       | The King of Fighters                                  | Kyo Kusanagi      | Seder Gábor     |
| 2011 | Fuss az életedért!                   | Freerunner                                            | Ryan              | Markovics Tamás |
| 2012 |                                      | The Truth in Being Right (rövidfilm)                  | Jake              |                 |
| 2012 | Rejtekhely                           | Stash House                                           | David Nash        | Stern Dániel    |
| 2013 |                                      | Lost for Words                                        | Michael           |                 |
| 2013 |                                      | Pawn                                                  | Nick              |                 |
| 2013 |                                      | NYC Underground                                       | Logan             |                 |
| 2015 |                                      | Avouterie                                             | Samuel            |                 |
| 2016 |                                      | Female Fight Club                                     | Potter            |                 |
| 2017 |                                      | Surprise Me!                                          | Jeff Bachmann     |                 |
| 2017 |                                      | In the Absence of Good Men                            | Jack McGurn       |                 |
| 2019 |                                      | Munchausen by Internet                                | Todd              |                 |
| 2019 |                                      | I Am Not for Sale: The Fight to End Human Trafficking | Michael           |                 |
| 2020 |                                      | Algorithm: Bliss                                      | Vic               |                 |

### Televízió
| Év        | Magyar cím              | Eredeti cím              | Szerep            | Megjegyzések                                  |
| --------- | ----------------------- | ------------------------ | ----------------- | --------------------------------------------- |
| 2001      | Alul semmi              | Undressed                | Darren            | 4 epizód                                      |
| 2002      |                         | Even Stevens             | Scott Brooks      | 1 epizód                                      |
| 2002      |                         | House Blend              | Chris Reed        | eladatlan próbaepizód                         |
| 2002      |                         | Maybe It's Me            | ismeretlen szerep | 1 epizód                                      |
| 2002      | Smallville              | Smallville               | Byron Moore       | 1 epizód                                      |
| 2003      |                         | Eve                      | Chip              | 1 epizód                                      |
| 2003      | Tuti gimi               | One Tree Hill            | középiskolás fiú  | 1 epizód                                      |
| 2004      |                         | Boston Public            | Troy Mooney       | 1 epizód                                      |
| 2004–2005 |                         | Life as We Know It       | Dino Whitman      | főszereplő (13 epizód)                        |
| 2005–2006 |                         | Reunion                  | Craig Brewster    | főszereplő (13 epizód)                        |
| 2010      | Vámpírnaplók            | The Vampire Diaries      | Ben McKittrick    | 3 epizód                                      |
| 2011      | Lépéselőnyben           | Leverage                 | Shelley           | 1 epizód                                      |
| 2011      | Különleges Valentin nap | The Lost Valentine       | Lucas Thomas      | - tévéfilm - magyar hangja: - Szatmári Attila |
| 2012      | Karácsony Hollyval      | Christmas with Holly     | Mark Nagle        | - tévéfilm - magyar hangja: - Moser Károly    |
| 2013–2015 | Hazug csajok társasága  | Pretty Little Liars      | Gabriel Holbrook  | visszatérő szereplő (4-5. évad)               |
| 2014      | Odaát                   | Supernatural             | Julian Duval      | 1 epizód                                      |
| 2016      |                         | Sandra Brown's White Hot | Beck Merchant     | tévéfilm                                      |
| 2017      |                         | An Uncommon Grace        | Levi              | tévéfilm                                      |
| 2017      |                         | The Joneses Unplugged    | Matthew Jones     | tévéfilm                                      |
| 2018      |                         | A Veterans Christmas     | Joe Peterson      | tévéfilm                                      |

## Fordítás
- Ez a szócikk részben vagy egészben  a   Sean Faris című angol Wikipédia-szócikk fordításán alapul.  Az eredeti cikk szerkesztőit annak laptörténete sorolja fel. Ez a jelzés csupán a megfogalmazás eredetét és a szerzői jogokat jelzi, nem szolgál a cikkben szereplő információk forrásmegjelöléseként.